# Pla de la Calma
Pla de la Calma är ett högland i Spanien.   Det ligger i provinsen Província de Girona och regionen Katalonien, i den östra delen av landet, 500 km öster om huvudstaden Madrid.